# Drjanowo

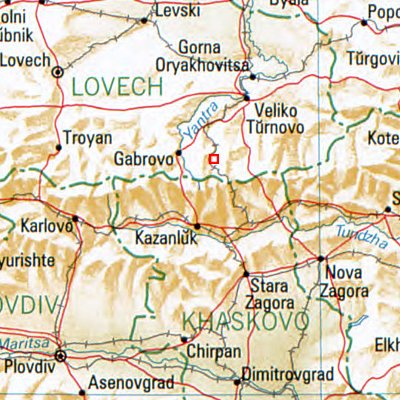
Drjanowo (rotes Viereck) – Bulgarien – Nachbarorte: Gabrowo, Kasanlak, Stara Sagora, Nowa Sagora, Weliko Tarnowo, Gorna Orjachowiza

Drjanowo [ˈdrjanovo] (bulgarisch Дряново) ist eine Stadt in Zentralbulgarien in der Oblast Gabrowo.

## Lage
Drjanowo liegt in der Nähe der Städte Trjawna und Kilifarewo am zentralen Vorbalkan, den nördlichen Ausläufern des Balkangebirges. Die Stadt liegt an der Hauptstraße Russe – Weliko Tarnowo – Gabrowo – Schipka – Stara Sagora. Der Bahnhof liegt an der Haupteisenbahnlinie Russe – Gorna Orjachowiza – Dabowo – Podkowa.

## Gemeinde
Drjanowo ist das administrative Zentrum der gleichnamigen Gemeinde Drjanowo. Durch das Gebiet der Gemeinde fließt der Fluss Jantra. Die höchste Erhebung ist die Gegend Balabana mit einer Höhe von 620 m über dem Meeresspiegel.

## Geschichte
Die Geschichte der Region reicht bis in die thrakische und römische Zeit zurück. Die Stadt ist von vielen Überresten alter Festungen und Siedlungen umgeben.
Die Thraker haben vier Kilometer südöstlich der heutigen Stadt eine Festung errichtet, an einem Ort, der von drei Seiten natürlich geschützt ist. Die vierte Seite wurde durch eine hohe Steinmauer geschützt. Auf dem Festungsplateau befindet sich ein großes Gebäude, das wahrscheinlich von Bojaren oder eines Zaren aus dem Geschlecht der Asseniden als Palast genutzt wurde. Die Festung war ein wichtiger Stützpunkt bei der Verteidigung gegen die Einfälle der Barbaren von jenseits der Donau und der Byzantiner jenseits des Balkangebirges. Die Festung wurde nacheinander von Thrakern, Römern, Byzantinern, Slawen und Protobulgaren genutzt. Hier wurde 1190 ein großes Heer des byzantinischen Imperators Isaak II. zerschlagen. Er hatte die Festung lange vergeblich belagert.
Die Festung Diskodureter, gelegen zwischen dem heutigen Drjanowo und dem Dorf Gostiliza, wurde von den Römern zwischen 176 und 180 n. Chr. erbaut. Sie stand an der Grenze der römischen Provinzen Thrakien und Mösien und bewachte eine wichtige Straße über den Balkan nach Vereja (heute Stara Sagora).
Die Stadt ist seit 2005 Namensgeber für die Dryanovo Heights, einen Höhenzug auf Greenwich Island in der Antarktis.

## Wirtschaft
Am wichtigsten für die Stadt ist die Produktion von Eisenbahnwagen. Es gibt auch eine Fabrik für Baumwollstoffe.

## Söhne und Töchter der Stadt
- Kolju Fitscheto (1800–1881), Architekt
- Iwan Zontschew (1858–1910), Militär und Freiheitskämpfer, Anführer des Gorna-Dschumaja-Aufstandes 1902
- Nikola Muschanow (1872–1951), Politiker und Ministerpräsident
- Marinela Ninewa (* 1993), Langstreckenläuferin

## Städtepartnerschaften
- Bychau, Belarus
- Itamos, Griechenland
- Kawarna, Bulgarien
- Borgia, Italien
- Rocca Imperiale, Italien
- Bocholt, Belgien
- Radoviš, Mazedonien

## Sehenswürdigkeiten
- Kloster Drjanowo (5 km südwestlich von Drjanowo)
- Batscho-Kiro-Höhle (eine der größten für Besucher geöffneten Höhlen Bulgariens)
- Haus Museum von Kolju Fitscheto